# Jean-Louis d'Elderen

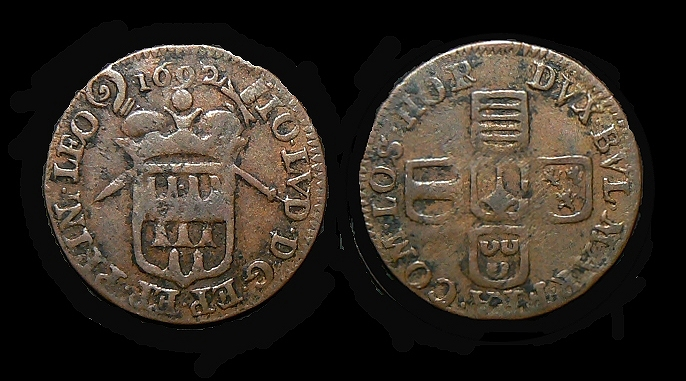
Monnaie liégeoise du Prince Évêque Jean-Louis d'Elderen.

Jean-Louis d'Elderen ou Johan Lodewijk van Elderen en néerlandais, né le 29 septembre 1620 à Tongres et mort le 1er février 1694  à Liège, est un noble, prêtre et prince-évêque de la principauté de Liège de 1688 à 1694.

## Ascendance
Jean-Louis d'Elderen est issu d'une famille noble de Genoelselderen. Au milieu du XVIe siècle, un de ses ancêtres, Williamm d'Elderen fut trésorier et secrétaire à la cour du prince-évêque de Liège. Sa famille avait une maison de style Renaissance, le château d'Herenelderen dont l'architecte fut probablement Lambert Lombard.

## Prince-évêque d'un pays en guerre
Après son élection par le chapitre de Saint-Lambert à Liège, il eut des démêles avec la France, qui avait repris la guerre contre l'Autriche et  imposa de lourdes taxes à la Principauté. En 1689, un traité est signé entre les deux parties, dans lequel la neutralité de la principauté est garanti par la France en échange de la démolition de la citadelle de Liège et des remparts de la ville de Huy. La France retira ses troupes des villes principautaires, sauf à Dinant, et recevait une redevance annuelle de la Principauté.
Entretemps, un décret fut publié à Ratisbonne qui imposa à toutes les régions de l'empire de prendre parti contre Louis XIV. Sous la forte influence anti-française du doyen du chapitre de la cathédrale, Jean Ferdinand de Méan, Jean-Louis d'Elderen se conforma au décret, ce qui provoqua immédiatement une action militaire française. Les dégâts dans la principauté furent très importants, les abbayes de Stavelot et Malmedy ainsi que divers villages de la région furent pillés et vandalisés. La ville de Liège fut lourdement assiégée en 1691 et bombardée par les Français et Huy fut prise en 1694. Dans cette confusion, le prince-évêque décéda subitement d'un catarrhe suffocant le 1er février 1694. Ses obsèques eurent lieu le 10 et 11 mars 1694 à la basilique Notre-Dame de Maastricht. Son tombeau était situé à l'origine dans la cathédrale Saint-Lambert de Liège, mais, après la destruction de celle-ci, il fut transféré en 1795 dans l'église Saint-Martin de Genoelselderen.
Son successeur fut le politicien chevronné et archevêque de Cologne, Joseph-Clément de Bavière, qui suivit une voie beaucoup plus pro-française.